# Ermita de Sant Joan de Mirambell
L'ermita de Sant Joan és un temple situat al municipi de Bonrepòs i Mirambell. És un Bé de Rellevància Local amb identificador nombre 46.13.074-003.

## Història
Es tracta d'un petit edifici, d'una sola nau, edificat al segle XVII (1685) sobre l'antiga mesquita àrab (en ús fins al 1525), coneguda com la Mesquita Major, del nucli inicial del poble.
L'any 1528, Bonrepòs i Mirambell es van separar eclesiàsticament de Carpesa. Tot i que la mesquita àrab primitiva va passar a ser considerada església el 1525, per tal d'instruir la fe cristiana a la població morisca de Mirambell, no és fins al 1685 quan se li dona la forma arquitectònica que té actualment; per tal d'aconseguir-ho, es va haver de destruir la mesquita i sobre ella es va alçar l'ermita.
Presenta una espadanya recoberta per morter i pintada, hi ha dues campanes foses l'any 1974, la menor està en bon estat i dedicada a la Mare de Déu de Pilar i la més gran, que està dedicada a Sant Joan Baptista, no funciona a causa del seu mal estat.